# WWE Elimination Chamber

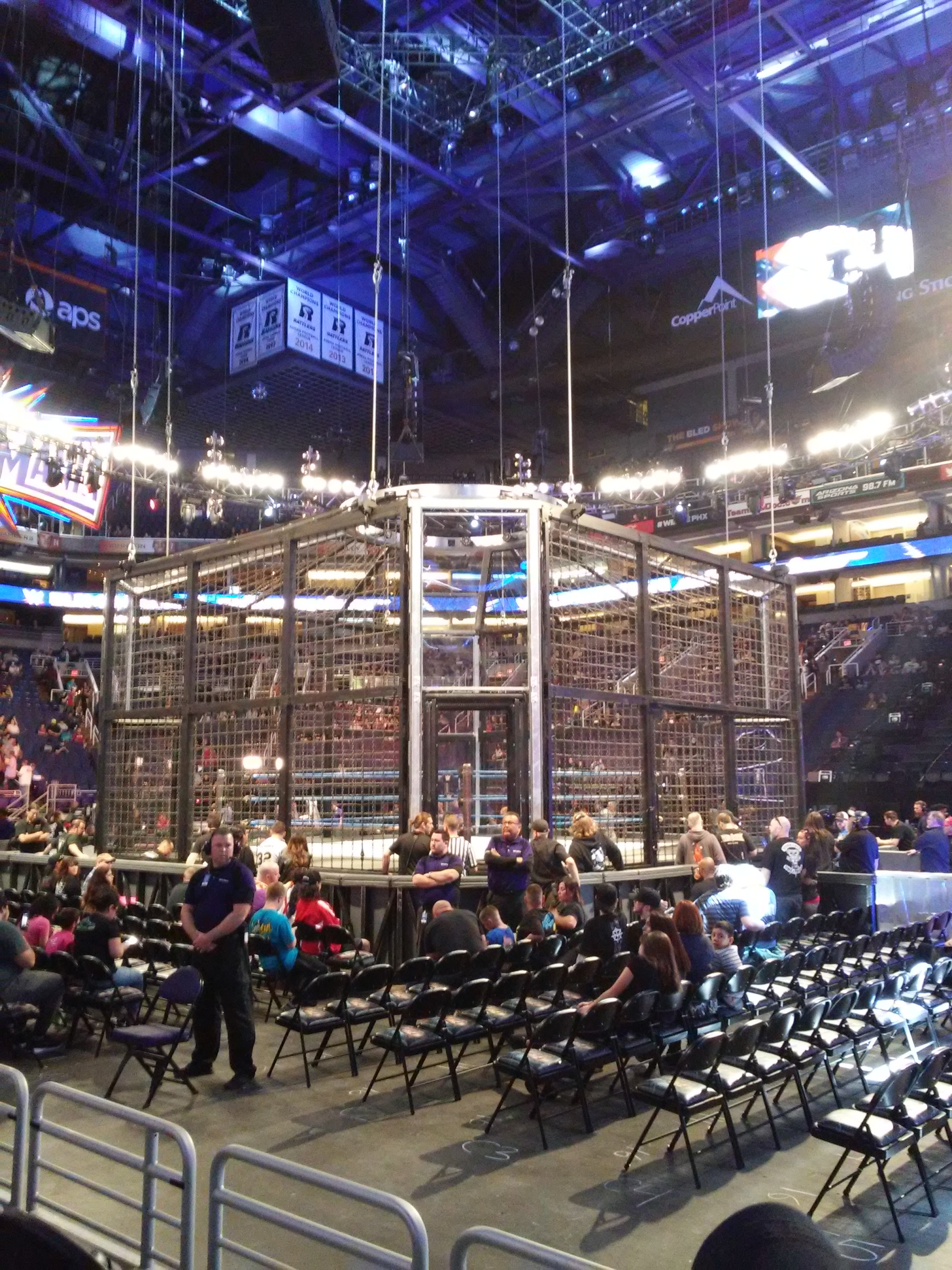
Der No Escape Käfig.

WWE No Escape (außerhalb Deutschlands Elimination Chamber (Ausscheidungskammer) genannt;  die Namensänderung dient der Vermeidung eines möglichen Markenfehlers.) ist eine Wrestling-Veranstaltung der WWE, die von 2010 bis 2015 und ab 2017 jeweils jährlich als Pay-per-View ausgestrahlt wird. Sie wurde erstmals 2010 als neuer WWE-PPV im Februar ausgetragen. Im Jahr 2015 wurde die Veranstaltung einmalig in den Mai verschoben, im Jahr 2016 entfiel sie komplett.

## Geschichte
Der vorherige Pay-per-View der WWE im Februar No Way Out, beinhaltete seit 2008 auch das Elimination Chamber-Match. Um diese Matchart zu popularisieren, führte die WWE im September 2009 eine Umfrage durch, bei der das Publikum einen neuen Namen des Events bestimmen konnte. Das Publikum konnte sich zwischen den Möglichkeiten Heavy Metal, Battle Chamber, Chamber of Conflict, dem bisherigen Namen No Way Out und dem letztendlich siegreichen Namen Elimination Chamber entscheiden.
Aufgrund der Problematik mit dem Holocaust wird die Veranstaltung im deutschsprachigen Raum nicht mit seinem offiziellen Namen vermarktet, da die Übersetzung von „Elimination Chamber“ ins Deutsche („Vernichtungsraum“ oder „Vernichtungskammer“) an die Gaskammern in den Vernichtungslagern während der Zeit des Nationalsozialismus erinnert. Daher verkaufte die WWE die Großveranstaltung im deutschsprachigen Raum 2010 weiterhin unter dem Namen No Way Out. Seit 2011 wird sie dort mit dem Namen No Escape vermarktet, da No Way Out im Jahr 2012 wieder einen eigenständigen Pay-per-View darstellte.
Für das Jahr 2015 wurde die Veranstaltung in den Monat Mai verschoben, im Jahr 2016 entfiel sie ganz. Am 12. Februar 2017 fand erstmals nach der Rückkehr des Rostersplits im Juli 2016 wieder eine Elimination Chamber statt, die im deutschsprachigen Raum weiterhin als No Escape veröffentlicht wird.

## Liste der Veranstaltungen
| Nr. | Veranstaltung       | Datum            | Ort                        | Arena                      | Zuschauer |
| --- | ------------------- | ---------------- | -------------------------- | -------------------------- | --------- |
| 1   | Elimination Chamber | 21. Februar 2010 | St. Louis, Missouri        | Scottrade Center           | 17.000    |
| 2   | Elimination Chamber | 20. Februar 2011 | Oakland, Kalifornien       | Oracle Arena               | 11.500    |
| 3   | Elimination Chamber | 19. Februar 2012 | Milwaukee, Wisconsin       | Bradley Center             | 15.306    |
| 4   | Elimination Chamber | 17. Februar 2013 | New Orleans, Louisiana     | New Orleans Arena          | 13.000    |
| 5   | Elimination Chamber | 23. Februar 2014 | Minneapolis, Minnesota     | Target Center              | 14.101    |
| 6   | Elimination Chamber | 31. Mai 2015     | Corpus Christi, Texas      | American Bank Center       | 7.000     |
| 7   | Elimination Chamber | 12. Februar 2017 | Phoenix, Arizona           | Talking Stick Resort Arena | 11.000    |
| 8   | Elimination Chamber | 25. Februar 2018 | Paradise, Nevada           | T-Mobile Arena             | 15.126    |
| 9   | Elimination Chamber | 17. Februar 2019 | Houston, Texas             | Toyota Center              | TBA       |
| 10  | Elimination Chamber | 8. März 2020     | Philadelphia, Pennsylvania | Wells Fargo Center         | 14.853    |
| 11  | Elimination Chamber | 21. Februar 2021 | Saint Petersburg, Florida  | Tropicana Field            | 0         |
| 12  | Elimination Chamber | 19. Februar 2022 | Jeddah, Saudi-Arabien      | Jeddah Super Dome          | 33.328    |
| 13  | Elimination Chamber | 18. Februar 2023 | Montreal, Québec, Kanada   | Centre Bell                | 17.271    |
| 14  | Elimination Chamber | 24. Februar 2024 | Perth, Australien          | Perth Stadium              | 52.590    |
| 15  | Elimination Chamber | 1. März 2025     | Toronto, Ontario, Kanada   | Rogers Centre              | 38.493    |

## Ergebnisse

### 2010
| Matchart                                               |                         |      |                                                                   | Zeit  |
| ------------------------------------------------------ | ----------------------- | ---- | ----------------------------------------------------------------- | ----- |
| Singles-Match (Dark Match)                             | Christian               | bes. | Ezekiel Jackson                                                   | N/A   |
| Elimination-Chamber-Match um die WWE Championship      | John Cena               | bes. | Kofi Kingston, Randy Orton, Sheamus (C), Ted DiBiase und Triple H | 30:25 |
| Singles-Match um die WWE Championship                  | Batista                 | bes. | John Cena (C)                                                     | 00:30 |
| Singles-Match um die WWE Intercontinental Championship | Drew McIntyre (C)       | bes. | Kane                                                              | 10:20 |
| Tag-Team-Match                                         | Layla & Michelle McCool | bes. | Gail Kim & Maryse                                                 | 03:45 |
| Singles-Match um die WWE United States Championship    | The Miz (C)             | bes. | Montel Vontavious Porter                                          | 13:00 |
| No-Escape-Match um die World Heavyweight Championship  | Chris Jericho           | bes. | CM Punk, John Morrison, R-Truth, Rey Mysterio und Undertaker (C)  | 35:35 |

### 2011
| Matchart                                                         |                               |      |                                                               | Zeit  |
| ---------------------------------------------------------------- | ----------------------------- | ---- | ------------------------------------------------------------- | ----- |
| Singles-Match um die WWE United States Championship (Dark Match) | Daniel Bryan (C)              | bes. | Ted DiBiase                                                   | N/A   |
| Singles-Match                                                    | Alberto Del Rio               | bes. | Kofi Kingston                                                 | 10:30 |
| Elimination-Chamber-Match um die World Heavyweight Championship  | Edge (C)                      | bes. | Big Show, Drew McIntyre, Kane, Rey Mysterio und Wade Barrett  | 31:10 |
| Tag-Team-Match um die WWE Tag Team Championship                  | Heath Slater & Justin Gabriel | bes. | Santino Marella & Vladimir Kozlov (C)                         | 05:05 |
| Singles-Match um die WWE Championship                            | The Miz (C)                   | bes. | Jerry Lawler                                                  | 12:10 |
| No-Escape-Match                                                  | John Cena                     | bes. | CM Punk, John Morrison, King Sheamus, R-Truth und Randy Orton | 33:15 |

### 2012
| Matchart                                              |                  |      |                                                                          | Zeit  |
| ----------------------------------------------------- | ---------------- | ---- | ------------------------------------------------------------------------ | ----- |
| Singles-Match (Dark Match)                            | Hunico           | bes. | Alex Riley                                                               | N/A   |
| No-Escape-Match um die WWE Championship               | CM Punk (C)      | bes. | Chris Jericho, Dolph Ziggler, Kofi Kingston, R-Truth und The Miz         | 32:34 |
| Singles-Match um die WWE Divas Championship           | Beth Phoenix (C) | bes. | Tamina Snuka                                                             | 07:13 |
| No-Escape-Match um die World Heavyweight Championship | Daniel Bryan (C) | bes. | Big Show, Cody Rhodes, Santino Marella, The Great Khali und Wade Barrett | 34:05 |
| Singles-Match um die WWE United States Championship   | Jack Swagger (C) | bes. | Justin Gabriel                                                           | 03:04 |
| Ambulance-Match                                       | John Cena        | bes. | Kane                                                                     | 21:19 |

### 2013
| Matchart                                            |                                                        |                 |                                                               | Zeit  |
| --------------------------------------------------- | ------------------------------------------------------ | --------------- | ------------------------------------------------------------- | ----- |
| Tag-Team-Match (Pre-Show-Match)                     | Brodus Clay & Tensai                                   | bes.            | Team Rhodes Scholars (Cody Rhodes & Damien Sandow)            | 04:06 |
| Singles-Match um die World Heavyweight Championship | Alberto Del Rio (C)                                    | bes.            | Big Show                                                      | 13:14 |
| Singles-Match um die WWE United States Championship | Antonio Cesaro (C)                                     | bes. (durch DQ) | The Miz                                                       | 08:20 |
| No-Escape-Match                                     | Jack Swagger                                           | bes.            | Chris Jericho, Daniel Bryan, Kane, Mark Henry und Randy Orton | 31:17 |
| Sechs-Mann-Tag-Team-Match                           | The Shield (Dean Ambrose, Roman Reigns & Seth Rollins) | bes.            | John Cena, Ryback & Sheamus                                   | 14:50 |
| Singles-Match                                       | Dolph Ziggler                                          | bes.            | Kofi Kingston                                                 | 03:55 |
| Singles-Match um die WWE Divas Championship         | Kaitlyn (C)                                            | bes.            | Tamina Snuka                                                  | 03:27 |
| Singles-Match um die WWE Championship               | The Rock (C)                                           | bes.            | CM Punk                                                       | 20:55 |

### 2014
| Matchart                                                  |                                                          |                 |                                                        | Zeit  |
| --------------------------------------------------------- | -------------------------------------------------------- | --------------- | ------------------------------------------------------ | ----- |
| Tag-Team-Match (Pre-Show-Match)                           | Cody Rhodes & Goldust                                    | bes.            | RybAxel (Curtis Axel & Ryback)                         | 08:42 |
| Singles-Match um die WWE Intercontinental Championship    | Big E (C)                                                | bes.            | Jack Swagger                                           | 11:41 |
| Tag-Team-Match um die WWE Tag Team Championship           | The New Age Outlaws (Billy Gunn & Road Dogg) (C)         | bes.            | The Usos (Jey Uso & Jimmy Uso)                         | 08:52 |
| Singles-Match                                             | Titus O’Neil                                             | bes.            | Darren Young                                           | 06:18 |
| Sechs-Mann-Tag-Team-Match                                 | The Wyatt Family (Bray Wyatt, Erick Rowan & Luke Harper) | bes.            | The Shield (Dean Ambrose, Roman Reigns & Seth Rollins) | 22:28 |
| Singles-Match um die WWE Divas Championship               | Cameron                                                  | bes. (durch DQ) | AJ Lee (C)                                             | 03:57 |
| Singles-Match                                             | Batista                                                  | bes.            | Alberto Del Rio                                        | 07:11 |
| No-Escape-Match um die WWE World Heavyweight Championship | Randy Orton (C)                                          | bes.            | Cesaro, Christian, Daniel Bryan, John Cena und Sheamus | 37:33 |

### 2015
| Matchart                                                         |                                                       |                 | | Zeit  |
| ---------------------------------------------------------------- | ----------------------------------------------------- | --------------- | --- | ----- |
| Singles-Match (Pre-Show-Match)                                   | Stardust                                              | bes.            | Zack Ryder | 06:15 |
| Tag-Team-No-Escape-Match um die WWE Tag Team Championship        | The New Day (Big E, Kofi Kingston & Xavier Woods) (C) | bes.            | Cesaro & Tyson Kidd, Los Matadores (Diego & Fernando), The Ascension (Konnor & Viktor), The Lucha Dragons (Kalisto & Sin Cara) und The Prime Time Players (Darren Young & Titus O’Neil) | 23:40 |
| Triple-Threat-Match um die WWE Divas Championship                | Nikki Bella (C)                                       | bes.            | Naomi und Paige | 06:04 |
| Singles-Match                                                    | Kevin Owens                                           | bes.            | John Cena | 19:57 |
| Singles-Match                                                    | Neville                                               | bes.            | Bo Dallas | 08:54 |
| No-Escape-Match um die vakante WWE Intercontinental Championship | Ryback                                                | bes.            | Dolph Ziggler, King Barrett, Mark Henry, R-Truth und Sheamus | 25:10 |
| Singles-Match um die WWE World Heavyweight Championship          | Dean Ambrose                                          | bes. (durch DQ) | Seth Rollins (C) | 21:49 |

### 2017
| Matchart                                                          |                                                |                  | | Zeit  |
| ----------------------------------------------------------------- | ---------------------------------------------- | ---------------- | --- | ----- |
| Singles-Match (Pre-Show-Match)                                    | Mojo Rawley                                    | bes.             | Curt Hawkins | 07:59 |
| Singles-Match                                                     | Becky Lynch                                    | bes.             | Mickie James | 11:34 |
| 2-on-1-Handicap-Match                                             | Apollo Crews & Kalisto                         | bes.             | Dolph Ziggler | 07:20 |
| Tag-Team-Turmoil-Match um die WWE SmackDown Tag Team Championship | American Alpha (Chad Gable & Jason Jordan) (C) | bes.             | Breezango (Fandango & Tyler Breeze), Heath Slater & Rhyno, The Ascension (Konnor & Viktor), The Usos (Jey Uso & Jimmy Uso) und The Vaudevillains (Aiden English & Simon Gotch) | 21:05 |
| Singles-Match                                                     | Nikki Bella                                    | Double Count Out | Natalya | 13:15 |
| Singles-Match                                                     | Randy Orton                                    | bes.             | Luke Harper | 17:13 |
| Singles-Match um die WWE SmackDown Women’s Championship           | Naomi                                          | bes.             | Alexa Bliss (C) | 08:18 |
| No-Escape-Match um die WWE Championship                           | Bray Wyatt                                     | bes.             | AJ Styles, Baron Corbin, Dean Ambrose, John Cena (C) und The Miz | 34:26 |